# Апоногетон
Апоногетон (лат. Aponogeton) — род однодольных растений Старого света, выделяемый в семейство Апоногетоновые (Aponogetonaceae) порядка Частухоцветные (Alismatales).
По информации базы данных The Plant List (2013), семейство включает 2 рода
: 
- Aponogeton — 57 видов
- Ouvirandra — 1 вид, Ouvirandra bernieriana Hook..

## Ботаническое описание
В роде апоногетон около 57 видов. Особенно много видов этого рода на Мадагаскаре — здесь встречаются 11 видов, эндемичных для этого острова и близлежащих Коморских островов. В ископаемом состоянии (олигоцен — около 25 млн лет назад) отпечатки листьев одного из видов этого рода были найдены далеко за пределами тропиков — в Западном Казахстане.
По внешнему облику виды апоногетона напоминают обычный в наших водоёмах рдест (Potamogeton), однако уже в отношении жизненной формы имеются существенные отличия: все виды апоногетона — розеткообразующие растения с выходящими из пазух листьев розетки безлистными цветоносами и клубневидно утолщённым симподиальным корневищем, от которого отходят многочисленные тонкие корни.
Листья апоногетона обычно отчётливо разделены на короткое влагалище, черешок и цельнокрайную пластинку, форма которой варьирует от линейной до яйцевидной, по чаще всего бывает эллиптической или ланцетной. Вполне сидячие линейно-ланцетные листья имеет африканский апоногетон валлиснериевидный (A. vallisnerioides), а у африканского апоногетона ситникового (A. junceus) листовая пластинка редуцирована до средней жилки, в которую непосредственно переходит черешок. У многих видов или только погруженные, или только плавающие листья (последние обычно с более широкими и менее прозрачными пластинками), но не так уж редко и те и другие есть в пределах одного и того же вида и на одном и том же растении. Обычно листовые пластинки имеют утолщённую среднюю жилку и несколько дополнительных дуговидных жилок, соединённых друг с другом и со средней жилкой сетью поперечных анастомозов. Замечательны листья у разводимого в аквариумах апоногетона мадагаскарского (A. madagascariensis), более известного под названием апоногетона продырявленного (A. fenestralis), а также «растения-сетки» или «растения-кружева». Его листовые пластинки уже в самом начале своего развития теряют ткань между жилками, действительно становясь похожими на мелкоячеистую сеть или кружево. Эта особенность в какой-то степени предохраняет листовую пластинку от повреждений при обитании в быстро текущих ручьях и речках.

## Генеративные органы
Колосовидные соцветия апоногетоновых располагаются на длинных ножках, выносящих их над поверхностью воды. У многих видов соцветия — простые колосья со спирально расположенными на довольно толстой оси цветками, у других они от основания делятся на 2, реже 3—10 ветвей, причём в этом случае цветки часто располагаются лишь на одной стороне каждой из ветвей. У основания соцветия имеется окутывающее его покрывало, обычно быстро опадающее после того, как соцветие выходит из воды.
Цветки апоногетоновых обычно обоеполые, реже однополые, зигоморфные или актиноморфные, первично 3-членные, без прицветников. Сегменты околоцветника все одинакового строения, чаще всего их 2, реже 3 (тогда третий меньше двух других), 1 или они вообще отсутствуют. У многих видов сегменты околоцветника лепестковидные и окрашенные в белый, розовый или жёлтый цвет, но остающиеся при плодах и зеленеющие, у других они с самого начала больше похожи на прицветники. У апоногетона двуколосого (A. distachyon) и некоторых других видов единственный сегмент околоцветника сильно увеличен. Тычинок обычно 6, расположенных в 2 круга, с довольно длинными нитями и мелкими двугнездными пыльниками, реже (иногда в пределах одного и того же растения) число тычинок достигает 12, и тогда они расположены в 3—4 круга. Пыльцевые зёрна однобороздные. Гинецей состоит обычно из 3, реже 2—9 почти свободных сидячих плодолистиков, с 2—8 семязачатками в каждом плодолистике. Каждый плодолистик на верхушке оттянут в короткий столбик, у низбегающее рыльце в виде продольной бороздки на внутренней стороне.
Формирующийся из гинецея плод — многолистовка погружается в воду, где околоплодник постепенно разрушается, освобождая лишённые эндосперма семена, которые сразу падают на дно или некоторое время (до нескольких часов) плавают на поверхности. Прорастание семян происходит довольно быстро: от одного дня до нескольких недель.
В экологическом отношении некоторые виды апоногетона не имеют узкой приуроченности, другие, напротив, обитают или только в быстро текущих речках и ручьях, или только в стоячих водоёмах. Есть виды, например австралийский апоногетон шестилисточковый (A. hexapetalus), растущие в водоёмах, существующих только 3—4 месяца в году, а затем сильно пересыхающих. При обитании в относительно глубоких водоёмах соцветия могут не достигать поверхности воды и оставаться заключёнными в покрывало. В этом случае одни виды, например австралийский апоногетон пузырчатый (A. bullosus), не образуют плодов, другие, например апоногетон мадагаскарский, опыляются клейстогамно, образуя более мелкие плоды с небольшим количеством семян.
Способ перекрёстного опыления у видов апоногетона ещё недостаточно изучен. Присутствие септальных нектарников между плодолистиками и часто довольно яркая окраска цветков, собранных в соцветия., свидетельствуют в пользу энтомофилии, хотя возможность опыления цветков ветром не может считаться исключённой. Возможно также опыление полупогруженных в воду соцветий пыльцой, высыпавшейся на поверхность воды. Самоопыление обычно исключается за счёт протандрии (рыльца становятся восприимчивы к пыльце лишь после высыпания её из пыльников того же цветка), а у апоногетонов Трупина (A. troupinii) и двудомного (A. dioeens) — за счёт перехода к двудомности. У некоторых видов однополые цветки встречаются и в пределах одного и того же соцветия. Так, у апоногетона Лории (A. loriae) нижние цветки в соцветии обоеполые, а верхние мужские — с рудиментами плодолистиков, у апоногетона голоцветкового (A. nudiflorus) нижние цветки соцветия женские, не имеющие околоцветника. Южноафриканский апоногетон Ремана (A. rehmannii) — апомиктический вид, в его соцветиях имеются только женские цветки, а у апоногетона волнистого (A. undulatus) из Индии обычна вивипария: соцветия видоизменяются в молодые растения, которые опускаются на дно и укореняются.

## Распространение
Естественный ареал включает Африку к югу от Сахары, Южную Азию и Северную Австралию.

## Использование
Во всех тропических странах, где встречаются виды семейства апоногетоновых, местные жители употребляют в пищу в печёном или варёном виде их богатые крахмалом клубнеобразные корневища. Кроме того, многие виды апоногетона культивируют в качестве аквариумных растений. Среди них особенно популярен южноафриканский апоногетон двуколосый, введённый в культуру уже с 1780 г. и натурализовавшийся во многих водоёмах Западной Европы, Австралии и Южной Америки. Несколько реже встречаются в культуре апоногетон волнистый, апоногетон пузырчатый из Австралии, мадагаскарский апоногетон ульвовидный (A. ulvaceus) и апоногетон мадагаскарский. Последний вид, замечательный своими сетчатыми листьями, культивируют уже более 100 лет, однако в аквариумах он живёт недолго и очень требователен к температурным условиям.

## Таксономия
Род Апоногетон включает 57 видов:
- Aponogeton abyssinicus Hochst. ex A.Rich.
- Aponogeton afroviolaceus Lye
- Aponogeton angustifolius Aiton
- Aponogeton appendiculatus H.Bruggen
- Aponogeton azureus H.Bruggen
- Aponogeton bernierianus (Decne.) Hook.f.
- Aponogeton bogneri H.Bruggen
- Aponogeton boivinianus Baill. ex Jum.
- Aponogeton bruggenii S.R.Yadav & Govekar
- Aponogeton bullosus H.Bruggen — Апоногетон пузырчатый, или Апоногетон пузыревидный
- Aponogeton capuronii H.Bruggen
- Aponogeton cordatus Jum.
- Aponogeton crispus Thunb. — Апоногетон курчавый
- Aponogeton cuneatus S.W.L.Jacobs
- Aponogeton decaryi Jum. ex Humbert
- Aponogeton desertorum Zeyh. ex Spreng.
- Aponogeton dioecus Bosser — Апоногетон двудомный
- Aponogeton distachyos L.f. — Апоногетон двуколосый
- Aponogeton eggersii Bogner & H.Bruggen
- Aponogeton elongatus F.Muell. ex Benth. — Апоногетон удлинённый
- Aponogeton euryspermus Hellq. & S.W.L.Jacobs
- Aponogeton fotianus J.Raynal
- Aponogeton fugax J.C.Manning & Goldblatt
- Aponogeton hexatepalus H.Bruggen — Апоногетон шестилисточковый
- Aponogeton jacobsenii H.Bruggen in de Wit
- Aponogeton junceus Lehm. ex Schltdl. — Апоногетон ситниковый
- Aponogeton kimberleyensis Hellq. & S.W.L.Jacobs
- Aponogeton lakhonensis A.Camus
- Aponogeton lancesmithii Hellq. & S.W.L.Jacobs
- Aponogeton longiplumulosus H.Bruggen
- Aponogeton loriae Martelli — Апоногетон Лории
- Aponogeton madagascariensis (Mirb.) H.Bruggen — Апоногетон мадагаскарский, или Апоногетон продырявленный
- Aponogeton masoalaensis Bogner
- Aponogeton natalensis Oliv.
- Aponogeton natans (L.) Engl. & K.Krausetypus[1]
- Aponogeton nudiflorus Peter — Апоногетон голоцветковый
- Aponogeton proliferus Hellq. & S.W.L.Jacobs
- Aponogeton queenslandicus H.Bruggen — Апоногетон квинслендский
- Aponogeton ranunculiflorus Jacot Guill. & Marais
- Aponogeton rehmannii Oliv. — Апоногетон Ремана
- Aponogeton rigidifolius H.Bruggen — Апоногетон жестколистный
- Aponogeton robinsonii A.Camus
- Aponogeton satarensis Sundararagh., A.R.Kulk. & S.R.Yadav
- Aponogeton schatzianus Bogner & H.Bruggen
- Aponogeton stuhlmannii Engl. — Апоногетон изящный
- Aponogeton subconjugatus Schumach. & Thonn.
- Aponogeton tenuispicatus H.Bruggen
- Aponogeton tofus S.W.L.Jacobs
- Aponogeton troupinii J.Raynal — Апоногетон Трупина
- Aponogeton ulvaceus Baker — Апоногетон ульвовидный, или Апоногетон курчаволистный
- Aponogeton undulatus Roxb. — Апоногетон волнистый
- Aponogeton vallisnerioides Baker — Апоногетон валлиснериевидный
- Aponogeton vanbruggenii Hellq. & S.W.L.Jacobs
- Aponogeton viridis Jum.
- Aponogeton womersleyi H.Bruggen